# Ерик Кармен
Ерик Хауард Кармен (енгл. Eric Howard Carmen; 11. август 1949 — 11. март 2024) био је амерички певач и кантаутор. Највећи хитови су му All by Myself и Hungry Eyes.
Карменови родитељи су пореклом Јевреји из Русије.

## Дискографија
- Eric Carmen (1975)
- Boats Against the Current (1977)
- Change of Heart (1978)
- Tonight You're Mine (1980)
- Eric Carmen (1985)
- I Was Born to Love You (1998)